# Koch & Korselt

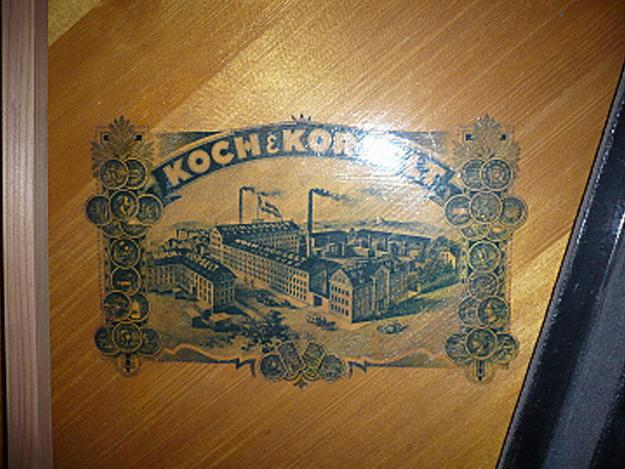
Značka Koch & Korselt s vyobrazením továrny (nadsazené velikosti)

Koch & Korselt je značka pianin a křídel, pod kterou je začala vyrábět v roce 1890 pianovka v Ruprechticích u Liberce, dnes v Kateřinkách. Díky úspěchu na světové výstavě v Paříži v roce 1900 se sláva značky rychle šířila světem. Kromě kompletních hudebních nástrojů dodávala firma také klaviatury a mechaniky. Kolem roku 1940 firma vyráběla 8 modelů pianin a 5 modelů křídel, zaměstnávala asi 80 zaměstnanců, kteří ročně vyprodukovali asi 400 pianin a 150 křídel. V roce 1940 se stal ředitelem a později majitelem firmy Rudolf Klinger. V té době byla pianovka nucena opustit výrobu hudebních nástrojů a věnovat se válečné produkci. Po skončení 2. světové války byla firma převzata konkurenční pianovkou Petrof.
Eduard Koch zemřel v 23. dubna 1904 v Lipsku (Leipzig). V témže roce dostala firma povolení používat císařskou orlici ve znaku a také na pečetidle. O rok později pak získala titul „erzherzoglichen Kammerlieferant von Sr. Kais. und Kgl. Hoheit dem Erzherzog Eugen“. 
Na Výstavě německých Čech v Liberci v roce 1906 bylo vystaveno 5 křídel a 5 pianin. Úspěch to nebyl nijak velký, přesto firma získala 3. cenu.
Podíl ve firmě získal po 1. světové válce Rudolf Soyka, člen významné židovské rodiny z Liberce. V roce 1926 měla firma sídlo v domech v ulici Karlsgasse 11 (dnes ulice Boženy Němcové) a Franz-Liebig-Platz 7 (dnes nám. Českých bratří).